# إيرباص إيه 320

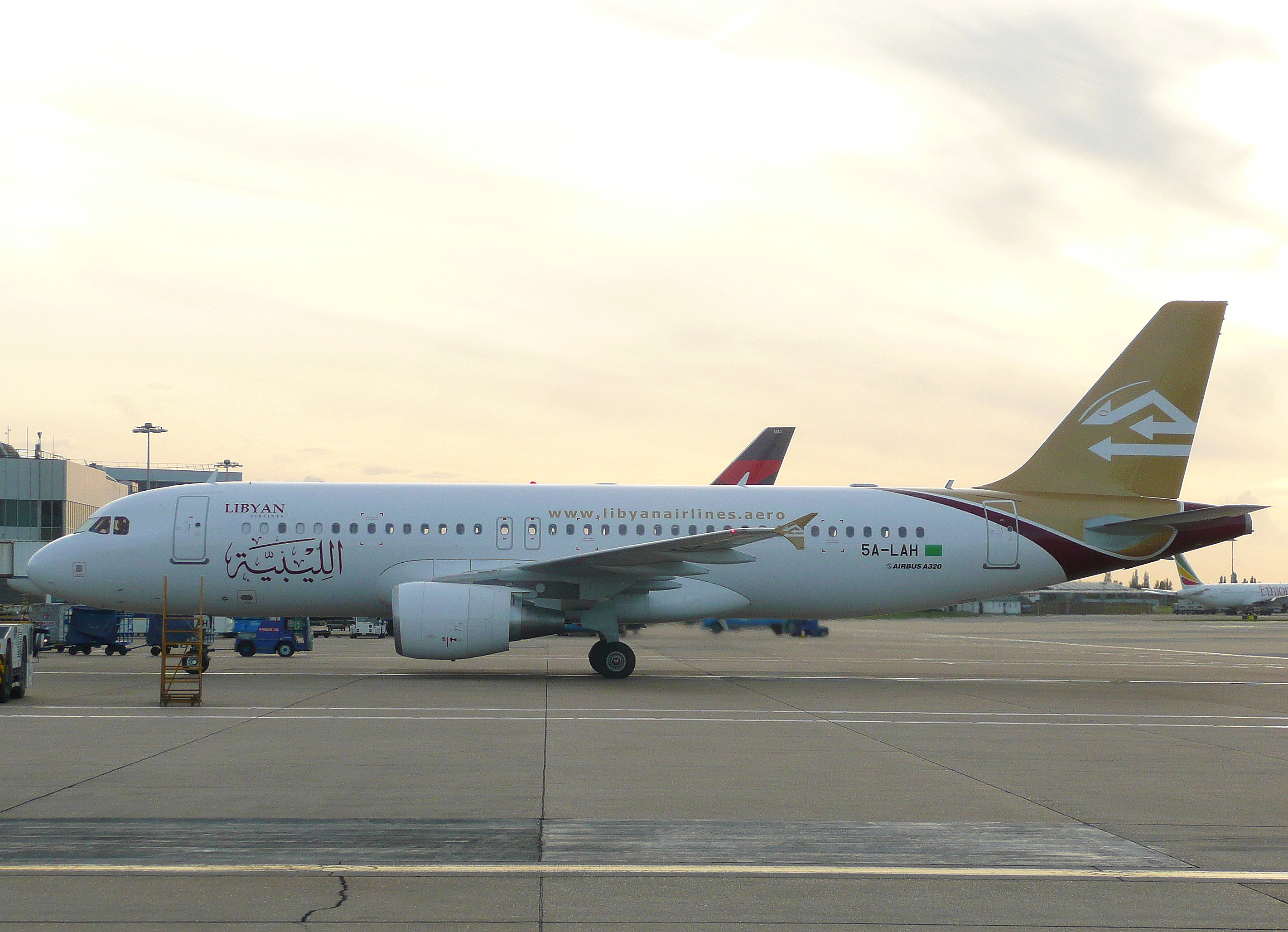
إيه320 تتبع الطيران الليبي

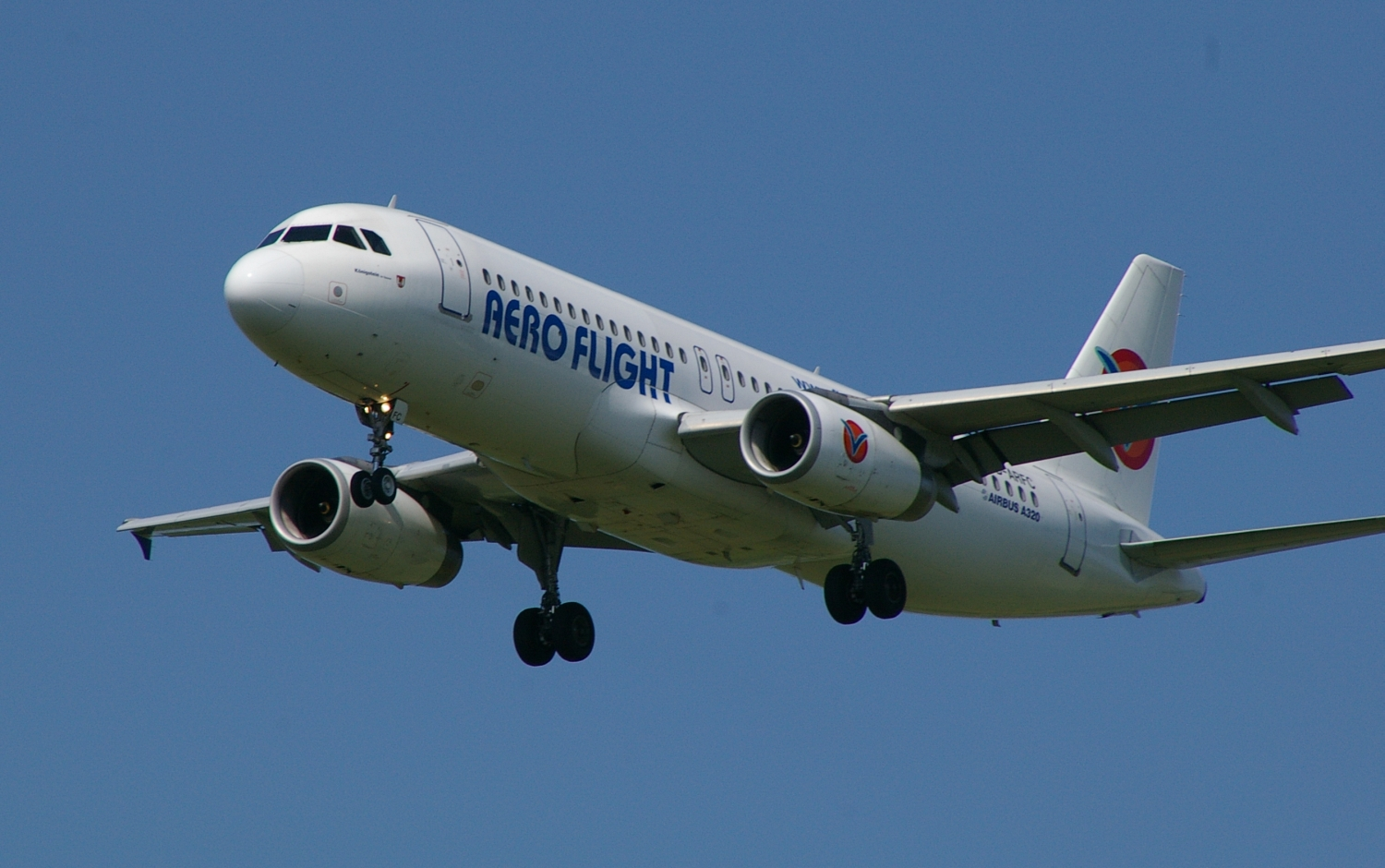
طائرة ايرباص إيه320

إيرباص إيه 320 (بالإنجليزية: Airbus A320) طائرة تجارية للمسافات القصيرة والمتوسطة من إنتاج شركة إيرباص. وهي الطائرة الوحيدة ذات الجسم الضيق في خطوط إنتاج ايرباص. وتضم عائلة إيه320 عدة طرازات وهي A319، A318 وA321 بالإضافة إلى طائرات ACJ المخصصة لرجال الأعمال.
و تم تسليم أول طائرة في 1988 وتعتبر عائلة إيه320 رائدة في استخدام نظام التحكم «طيران بالسلك» للطيران التجارى وهي تقنية رقمية حديثة. وتعتبر هذه العائلة أفضل الطائرات مبيعا بمبيعات تصل إلى 5000 طائرة بخط إنتاج يصل إلى 42 طائرة شهريا، وقد شرعت ايرباص إلى تطوير نوع إيه320 واطلقت عليه اسم إيرباص إيه 320 نيو حيث وصلت طلبيات هذا الطراز المحدث إلى الربع الثاني من عام 2011 إلى أكثر من 220 طائرة سوف يبدأ تسليمها ابتداء من 2016 وهذا تأكيد لتفضيل شركات الطيران لعائلة إيه320 أكثر من منافستها بوينغ 737.
تمتاز عن غيرها من الطائرات بتقنيتها العالية والتي تميزها عن باقي الطائرات مما تسهل لطاقم الطائرة قيادتها ولمهندسين الطائرها صيانتها بسهولة وهي طائرة تحسن نفسها بنفسها مثلا، معظم مشاكل واعطال الطائرة تظهر في كبينه الطائرة عن طريق شاشات الكمبيوتر ومما يسهل صيانتها.

## معرض صور

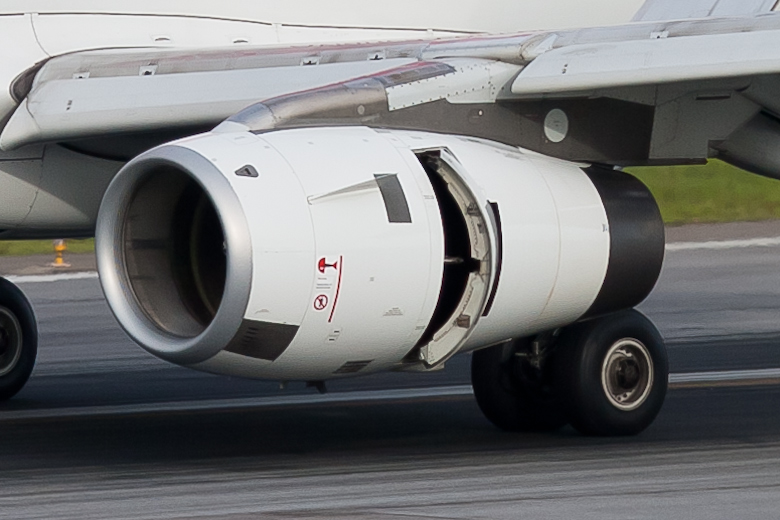
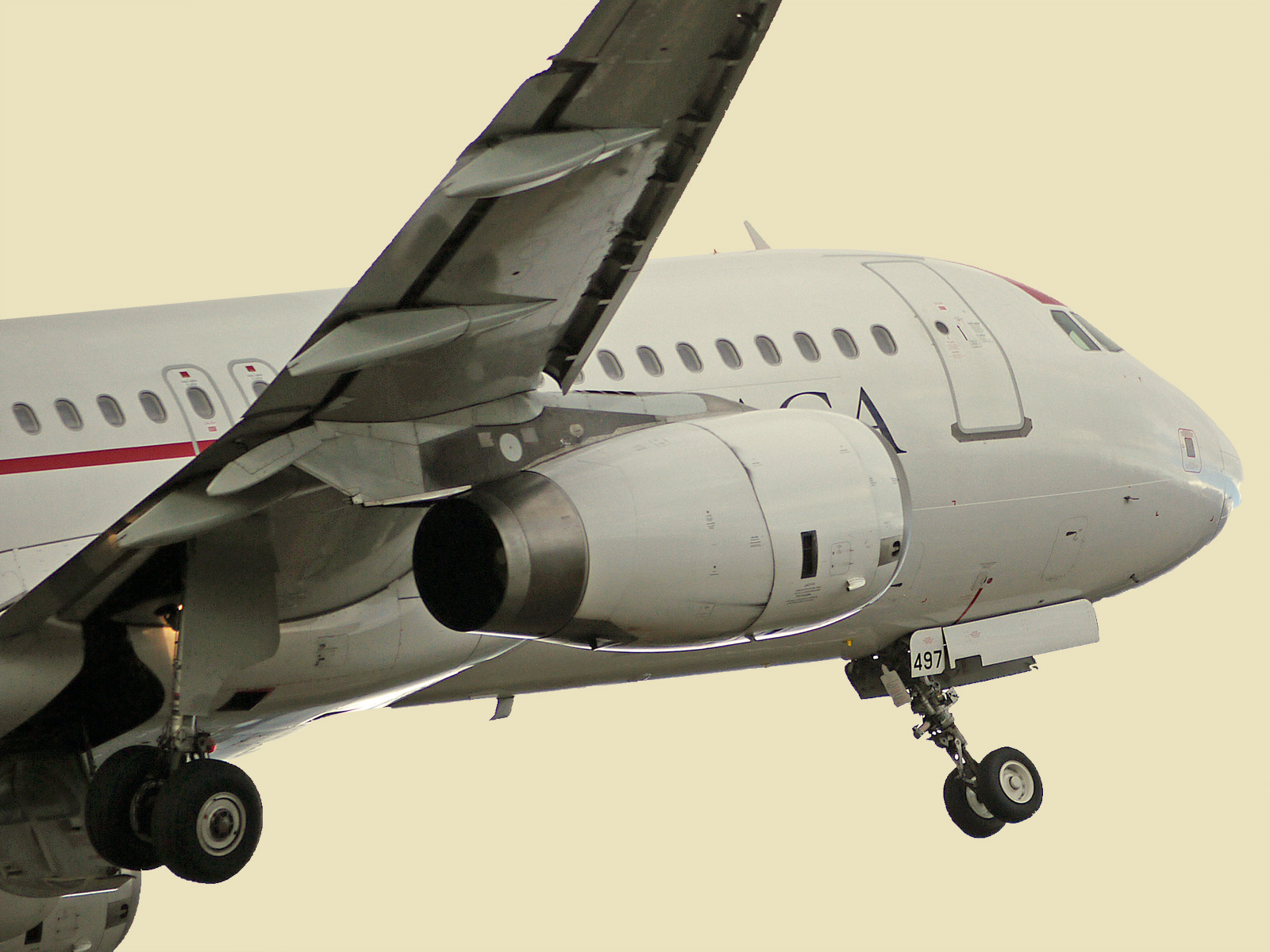
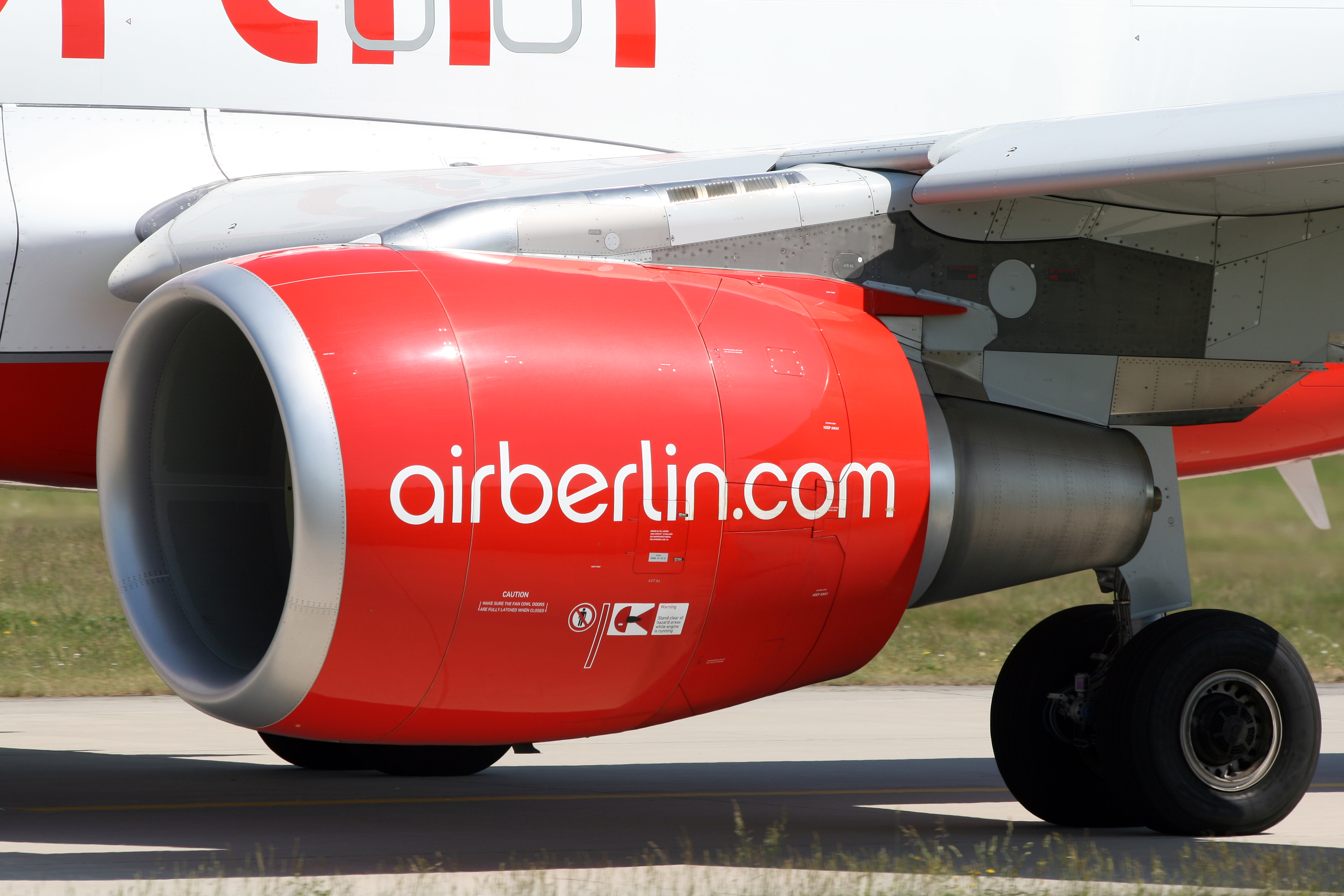